# 加藤竜聖
加藤 竜聖（かとう りゅうせい、1997年1月14日 - ）は、ジャパンラグビーリーグワントヨタヴェルブリッツに所属するラグビー選手。

## プロフィール
- 愛知県出身[1]。
- ポジションはフッカー(HO)、ナンバーエイト(No8)。
- 身長 178 cm、体重 98 kg
- ニックネームは三代目、りゅうせい。
- オールスターゲームのリーグ戦選抜に選ばれたことがある[2]。

## 略歴
11歳からラグビーを始めた。
2015年、石見智翠館高校卒業後、東海大学に入学する。
2018年、東海大学体育会ラグビーフットボール部の副将に就任した。
2019年、東海大学卒業後、トヨタ自動車ヴェルブリッツ(現・トヨタヴェルブリッツ)に加入。
2020年1月12日にジャパンラグビートップリーグ第1節ヤマハ発動機ジュビロ戦に途中出場で公式戦初出場を果たす。
2024年、バリースポーツクラブに派遣予定。